# Tomoki Yoshikawa
Tomoki Yoshikawa (吉川智貴?, Yoshikawa Tomoki; Prefettura di Shiga, 3 febbraio 1989) è un giocatore di calcio a 5 giapponese, campione asiatico con la nazionale giapponese nel 2014 e nel 2022.

## Carriera
Tra i calcettisti in assoluto più vincenti del campionato giapponese, Yoshikawa ha inoltre giocato per due stagioni nella Primera División spagnola con lo Xota. Con la Nazionale maschile di calcio a 5 del Giappone ha partecipato a cinque edizioni della Coppa d'Asia, vincendone due, e a una Coppa del Mondo. A livello individuale è stato premiato come miglior giocatore asiatico del 2019.

## Palmarès

### Club

#### Competizioni nazionali
- Campionato giapponese: 10
Nagoya Oceans: 2012-2013, 2013-2014, 2014-2015, 2017-2018, 2018-2019, 2019-2020, 2020-2021, 2021-2022, 2022-2023, 2023-2024

#### Competizioni internazionali
- AFC Futsal Club Championship: 3
Nagoya Oceans: 2014, 2016, 2019

### Nazionale
- Coppa d'Asia: 2
Vietnam 2014, Kuwait 2022

### Individuale
- Giocatore asiatico dell'anno: 1

2019